# Pecluma hygrometrica
Pecluma hygrometrica är en stensöteväxtart som först beskrevs av Frederik Louis Splitgerber, och fick sitt nu gällande namn av Michael Greene Price. Pecluma hygrometrica ingår i släktet Pecluma och familjen Polypodiaceae. Inga underarter finns listade.